# 髙木希奈
髙木 希奈（たかぎ きな、1978年2月24日 - ）は、日本の医師（精神科医）。

## 概要
長野県諏訪清陵高等学校を経て、聖マリアンナ医科大学卒業後、精神科単科病院及び産業医として一般企業に勤務。現在は、一般社団法人予防医療研究協会理事長をつとめる。

## 人物
- 趣味は海外旅行、スキューバダイビング、カラオケ。血液型はO型[6]。

- 2009年に現役女性医師のユニットであるJoy☆Total Clinicとして活動[7]。

- テレビ朝日ドラマ『ガールズトーク〜十人のシスターたち〜』の医療指導を担当。

## 出演

### テレビ
- テレビ朝日 「今旬ゲストに密着!ホメちぎり」[8]
- TBS 「緊急！公開大捜索'18 春」[9]
- フジテレビ 「出川哲朗とバリバリウーマン!」[10]
- D セレクション　Supported by Mrs Mart TV NEO
- TBS 「有吉ジャポン」2015年8月7日放送
- NHK BSプレミアム 「仮説コレクターZ」
- フジテレビ 「ホンマでっか!?TV」2011年2月23日放送

### ラジオ
- レインボータウンFM 「上野淳の東京☆夜会」